# أوكتوباث ترافيلر
أوكتوباث ترافيلر (بالإنجليزية: Octopath Traveler)‏ (باليابانية: オクトパストラベラー)، هي لعبة فيديو يابانية، تم إنتاجها من قبل ستوديو أكواير وسكوير إنكس، وتم نشرها من قبل شركة نينتندو يوم 13 يوليو 2018، وحيث تعمل اللعبة على المنصة الحصرية لنظام نينتندو سويتش، وهي من نوع تقمص الأدوار.

## روابط خارجية
- أوكتوباث ترافيلر على موقع IMDb (الإنجليزية)

## الموقع الخارجي
- الموقع الرسمي
 (الإنكليزية)